# 咸安 (東晋)
咸安（かんあん）は、東晋の簡文帝司馬昱の治世に行われた元号。371年 - 372年。

## 出来事
- 咸安元年
  - 11月21日：簡文帝の即位により「咸安」と改元。
- 咸安2年
  - 7月1日：庾希が京口で反乱したが、桓温により討伐される。
  - 7月28日：簡文帝崩御。孝武帝司馬曜が即位。
  - 11月5日：妖賊の盧悚が建康の宮城に侵入してから制圧される。

## 西暦・干支との対照表
| 咸安 | 元年  | 2年   |
| 西暦 | 371年 | 372年 |
| 干支 | 辛未  | 壬申  |

## 他元号との対照表
| 咸安 | 元年   | 2年    |
| 代   | 建国34 | 建国35 |
| 前涼 | 升平15 | 升平16 |
| 前秦 | 建元7  | 建元8  |